# Хуліан Кмет
Хуліан Андрес Кмет (ісп. Julián Andrés Kmet) — аргентинський футболіст з українським корінням. 2001 року, разом із Дієго Клімовічем, Патрісіо Кампсом та Хосе Чатруком виявив бажання виступати за збірну України з футболу. Проте, таке бажання гравців не зустріло розуміння серед тренерського штабу української команди.
Народився 21.11.1977 року в місті Ланус, провінції Буенос-Айрос, Аргентина. Зріс 181 см, вага 77 кг, півзахисник. Вихованець футбольної школи «Ланус».

## Кар'єра
| Рік виступів | Команда                       | Чемпіонат | Кубок |
| ------------ | ----------------------------- | --------- | ----- |
| 1997         | Ланус                         | 0         | 0     |
| 1998         | Ланус                         | 36        | 10    |
| 1998/99      | Спортінг, Лісабон             | 1/0       | 0     |
| 1999         | Ланус                         | 39/3      | 0     |
| 1999/00      | Спортінг (Лісабон)            | 0         | 1/0   |
| 2000         | Ланус                         | 17/2      | 0     |
| 2001         | Ланус                         | 0         | 0     |
| 2001         | Нуева Чикаго                  | 33        | 4     |
| 2002         | Нуева Чикаго                  | 0         | 0     |
| 2002         | Естудьянтес (Ла-Плата)        | 12/0      | 0     |
| 2003         | Ньюеллс Олд Бойз              | 11/0      | 0     |
| 2004         | Нуева Чикаго                  | 13/1      | 0     |
| 2004         | Аргентінос Хуніорс            | 8/0       | 0     |
| 2005         | Хімнасія і Есгріма (Ла-Плата) | 16/1      | 0     |
| 2006         | Хімнасія і Есгріма (Ла-Плата) | 5/0       | 0     |
| 2006/07      | Феррокаріль Оесте             | 17/2      | 0     |
| 2007/08      | Феррокаріль Оесте             | 24/2      | 0     |
| 2008/09      | АПОП Кінірас                  | 1/0       | 0     |